# Ardisia standleyana
Ardisia standleyana là một loài thực vật thuộc họ Myrsinaceae. Loài này có ở Colombia, Costa Rica, Nicaragua, và Panama.